# Acoma

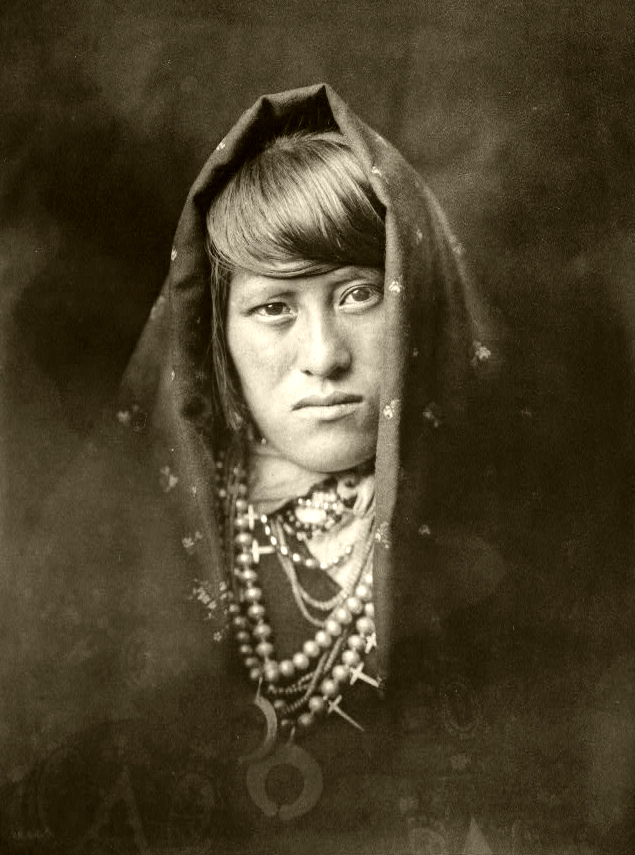
Frau der Acoma, Edward Curtis, 1926

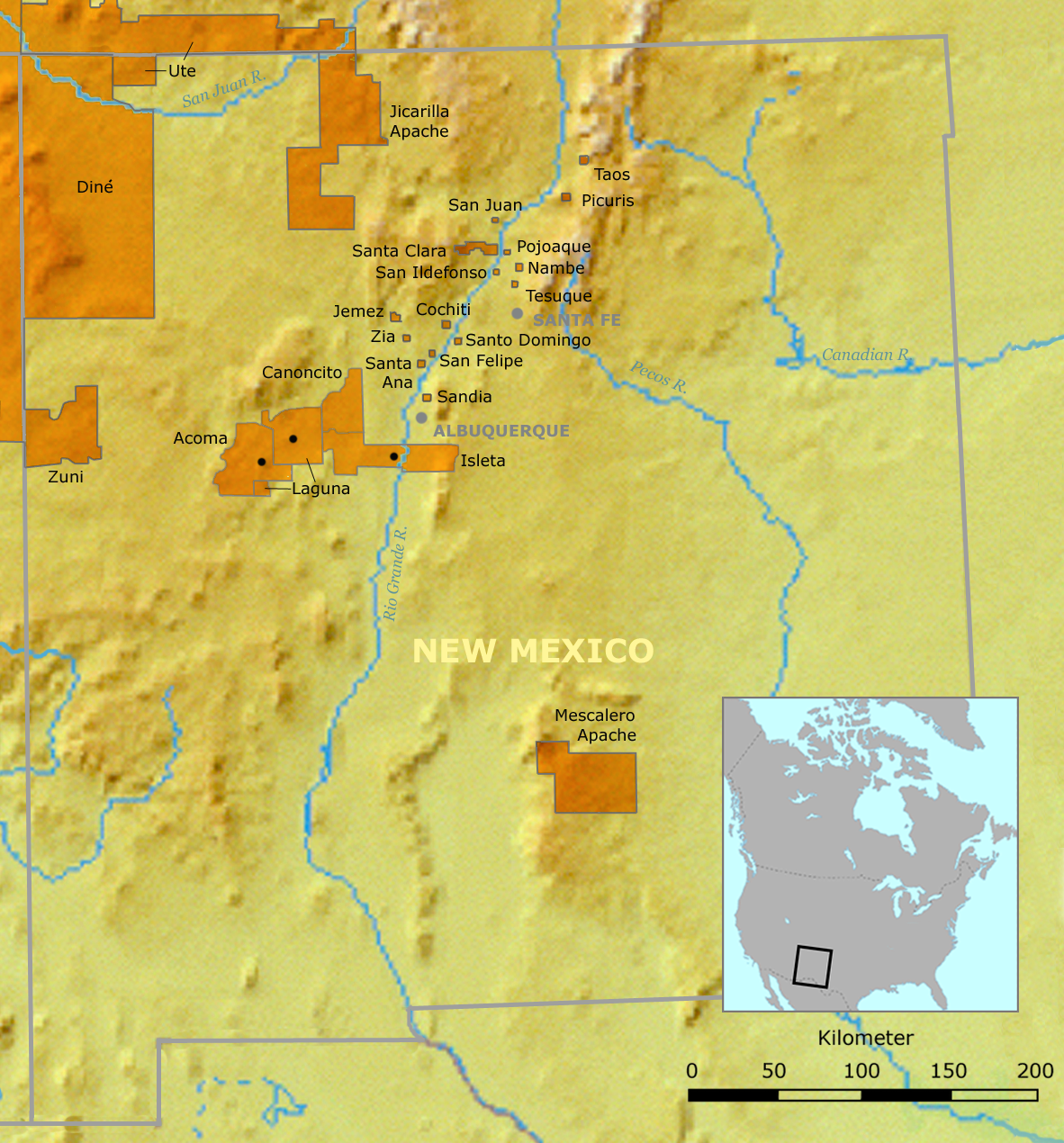
Lage des Acoma-Pueblos, benachbarter Pueblos und Reservate in New Mexico

Die Acoma sind eines von neunzehn Völkern der Pueblo-Kultur. Sie leben heute im Reservat Acoma Pueblo westlich von Albuquerque im US-Bundesstaat New Mexico. Der Name stammt von der Keres-Bezeichnung Akoma und bedeutet Volk vom weißen Felsen. Das Reservat wurde auf dem Gebiet dreier traditioneller Wohnstätten der Acoma errichtet, darunter dem eigentlichen Acoma-Pueblo (auch Himmelsstadt und von den spanischen Missionaren Königtum von Acus genannt), der Hauptsiedlung der Acoma, die auf einer Mesa, rund 120 Meter über der Steppe liegt.
Die traditionelle Wirtschaftsweise der Acoma bestand aus Ackerbau, vor allem dem Anbau von Mais, Bohnen und Kürbissen, und Schafzucht, die durch Gemeinschafts- und Einzeljagd auf Gabelböcke, Bären und Kleinwild ergänzt wurden. Die Acoma kannten keine Brunnen oder Staudämme, sondern fingen das Regenwasser in natürlichen und künstlichen Zisternen auf. Die Grundlage der Gesellschaft war ein matrilineares Clansystem – die Häuser und Felder wurden in weiblicher Linie vererbt. Die Männer zogen bei der Heirat in das Haus der Ehefrau (Matrilokalität). Große Bedeutung hatten außerdem die Geheimgesellschaften (Männerbünde), in denen medizinisches Wissen überliefert wurde.

## Sprache
Die Acoma sprechen eine Varietät des Keres, das als isolierte Sprache gilt.

## Geschichte

### Entstehungsmythos
Gemäß den Mythen der Acoma gründete ihr Volk auf zwei Frauen, Nautsiti und Iatiku, die aus der Unterwelt heraufgestiegen waren. Sie erweckten mit Hilfe der Sonne alle anderen Lebewesen zum Leben. Anschließend heirateten die beiden Schwestern Männer und gebaren Kinder. Iatiku blieb dort, wo heute der Acoma-Pueblo steht und ihre Töchter wurden Clanmütter. Inzwischen war Nautsiti nach Osten gezogen. Da später die Spanier von Osten her kamen, hielten die Acoma sie für Nachkommen von Nautsiti und begegneten ihnen anfänglich überaus freundlich, bis sie ihren Irrtum bemerkten.

### Prähistorie

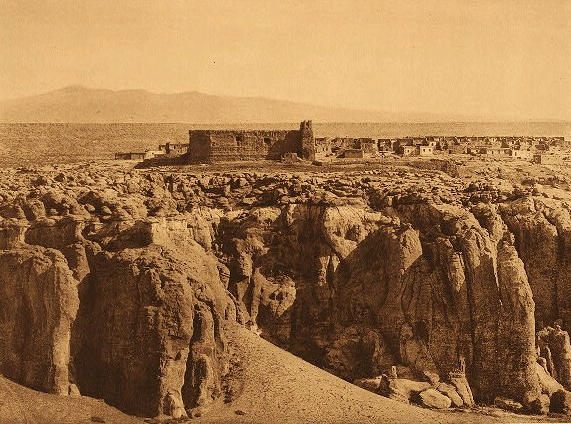
Der Acoma-Pueblo auf dem 120 m hohen Tafelberg.

Die Vorfahren der Acoma bestanden aus vier Gruppen, eine davon bewohnte den Pueblo seit frühen prähistorischen Zeiten, eine andere stieß um 1300 v. Chr. aus der Gegend von Mesa Verde hinzu. Die übrigen beiden Gruppen wanderten vermutlich von der Cebollita-Region her. Das Gebiet der Acoma dehnte sich damals vom Rio Grande aus nach Westen bis zur El-Morro-Gegend. Sicher ist, dass im 13. Jahrhundert Migrationen ins Acoma-Territorium stattfanden.
In drei Stufen – Acoma I bis Acoma III genannt – entwickelten sich die anfänglichen einfachen Ein-Raum-Pueblo hin zu den heutigen komplexen Bauten.
Um 1200 v. Chr. begann sich die Töpferei der Acoma von derjenigen der Zuñi zu unterscheiden, indem sie vulkanische Tonmischungen verwendeten.
Neben dem Acoma-Pueblo konnten bislang verschiedene Dörfer identifiziert werden: Acomita, McYartys, Locomotive Rock, Spider Spring, Cebolla und Questa. Diese dienten den Acoma primär als Lager zum Ackerbau und zum Viehhüten, während das alte Acoma-Pueblo als Basisniederlassung verwendet wurde.

### Erste Kontakte mit den Spaniern
Bereits 1539, also zu Beginn der Kolonialisierung, wurde Acoma erstmals von Marcos de Niza erwähnt, der auf seiner Expedition von den Acoma hörte, ihnen jedoch nicht selbst begegnete. Trotzdem sprach er von einer Stadt voller Gold- und Silberschätze, was das Interesse der Spanier weckte. Der spanische Konquistador Francisco Vásquez Coronado, der 1540 eine Expedition zur Suche nach den sagenhaften sieben goldenen Städten von Cibola im Südwesten der späteren USA anführte, sandte seinen Hauptmann Hernando de Alvarado weiter ostwärts. Dieser brach am 29. August 1540 auf und stieß nach fünf Tagen auf den Acuco-Pueblo der Acoma. Er beschrieb die Bewohner als „...Räuber, die im ganzen Land gefürchtet sind“.

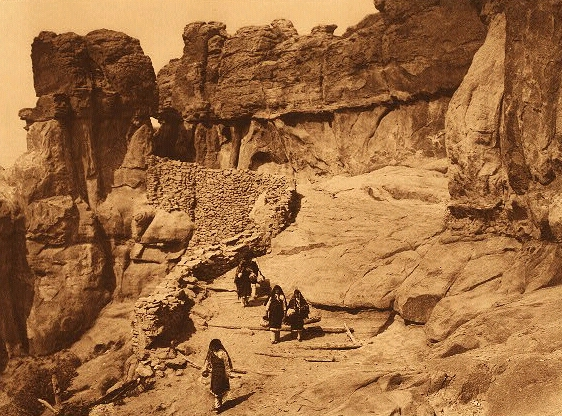
Zugang zum Acoma-Pueblo 1904 (E.S. Curtis)

Der Pueblo befand sich auf einem Felsen und war nur über eine Treppe zu betreten. An der Felskante lagen eine Menge kleinerer und größerer Steine bereit, die auf allfällige Angreifer herab gerollt werden konnten, ohne dass sich die Bewohner zeigen mussten. In 120 Metern Höhe lebten etwa 200 Krieger mit ihren Familien in den Gebäuden des Pueblos, das sich über vier Stockwerke erstreckte. Im obersten Stockwerk befanden sich Zisternen für Regenwasser und Lagerräume für Mais. Die Bewohner hielten Truthähne und verarbeiteten Baumwolle, Hirschhäute, Büffelfelle, Mais und Gemüse sowie Türkise. Von Gold- und Silberschätzen konnte aber keine Rede sein.
Auch in den folgenden Jahren besuchten verschiedene Expeditionen der Spanier die Acoma. Eine Expedition, die 1582 den Acoma-Pueblo erreichte, schätzte deren Bevölkerung auf 6.000 Personen.
1595 sandte der spanische Vizekönig den Konquistador Juan de Oñate aus, um das heutige New Mexico in Besitz zu nehmen und zu kolonisieren. Am 20. April 1598 setzte er sich mit 129 spanischen Soldaten, deren Frauen und Kindern sowie 10 Franziskanern und zwei Laienmissionaren in Marsch. Am 27. Oktober 1598 eroberte er das Acoma-Pueblo unter Häuptling Zutacapan, ohne auf Widerstand zu treffen. Ihm und seiner Truppe ging das Gerücht voraus, die Spanier seien unsterblich, weshalb die Acoma es vorzogen, keinen Krieg gegen sie zu führen. Oñate fürchtete jedoch, dass die Acoma ein Komplott gegen ihn schmiedeten, und zog sich zunächst wieder zurück.
Am 1. Dezember 1598 traf Juan de Zaldivar, ein Neffe von Oñate, mit 20–30 Männern beim Pueblo ein. Drei Tage später verließ er mit 16 Männern in voller Rüstung sein Lager und erkletterte den Tafelberg des Pueblos. Dort kam es zu einer Auseinandersetzung, bei der die Acoma Zaldivar und alle seine Männer bis auf fünf töteten. Die Flüchtenden eilten den Steilhang hinunter, wobei sich einer tödlich verletzte. Die übrigen vier entkamen zu ihren Gefährten, die im Lager auf sie warteten. Weshalb es zu der Auseinandersetzung kam, ist unklar. Eine Überlieferung der Acoma besagt, dass die Spanier einige Acoma-Frauen angegriffen hätten.

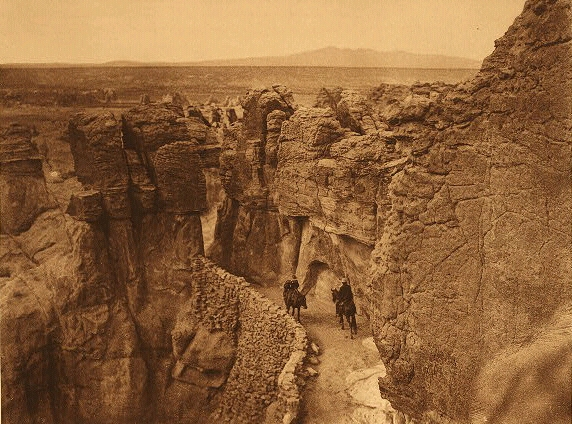
Aufstieg zum Acoma-Pueblo 1904 (E.S. Curtis)

Oñate sandte Juan de Zaldivars Bruder Vicente aus, um Juan zu rächen. Am 21. Januar 1599 erreichte dieser mit 70 Männern den Pueblo. Die Acoma hatten inzwischen bei befreundeten Stämmen um Hilfe gebeten, und besonders Apachen-Krieger hatten Folge geleistet. Der Kampf dauerte drei Tage, bis zwölf Spanier unbeobachtet im Süden den Pueblo erklettern konnten. Sie eroberten den ganzen Pueblo und verloren dabei nur einen Mann. Gegen Mittag des 24. Januars kapitulierten die Acoma. Von den schätzungsweise 6.000 Acoma hatten 800 ihr Leben verloren.
Im Februar 1599 richteten die Spanier über die Acoma: Den männlichen Acoma über 25 Jahren wurde je ein Fuß abgehackt, und sie mussten 20 Jahre lang bei den Spaniern Dienst leisten. Alle männlichen Acoma zwischen 12 und 25 Jahren mussten ebenfalls 20 Jahre Dienst leisten, genauso wie alle Frauen über 12 Jahre. Zwei Indianern, die beim Überfall der Spanier gerade als Besucher im Pueblo weilten, wurde die rechte Hand abgehackt, anschließend schickten die Spanier die Abgeurteilten zur Warnung in deren eigene Pueblos zurück. Was beschönigend persönlicher Dienst genannt wurde, war tatsächlich Sklaverei.
Oñates Vorgehen löste bis zum spanischen Hof Protest aus. Trotzdem konnte sich Oñate bis 1609 in seinem Amt halten. Anschließend wurde ihm allerdings verboten, seinen Fuß in das Gebiet von New Mexico zu setzen. Zusätzlich musste er eine Geldstrafe von 6.000 Dukaten bezahlen. Auch Vicente de Zaldivar durfte acht Jahre lang New Mexico nicht betreten. Oñates Nachfolger Pedro de Peralta führte nur geringe Reformen im Verwaltungssystem durch. Den Acoma begegnete er genauso intolerant wie seine Vorgänger und zwang ihnen mit Hilfe der Franziskaner das Christentum und spanische Bildung auf. Zudem presste er ihnen hohe Steuern ab.
Nachdem die Zeit des Frondienstes ausgelaufen war, kehrten die Acoma nach und nach in ihr Dorf zurück. Zusammen mit Bewohnern anderer Pueblos, die nach Konflikten mit den spanischen Verwaltern oder Missionaren geflohen waren, bauten sie zwischen 1599 und 1620 das zerstörte Pueblo wieder auf. Nach den blutigen Zusammenstößen hatten die Spanier den Acoma-Pueblo lange Zeit gemieden. Erst um 1629 ließ sich mit Juan Ramirez wieder ein Missionar dort nieder. 1630 lebten wieder etwa 2.000 Menschen im Pueblo. Diese Zahl sank in der Folge kontinuierlich.

### Pueblo-Aufstand
Nachdem andere Franziskaner folgten, wurden die Zeiten schlechter für die Acoma. Sie verloren ihre besten Anbaufelder. Zwischen 1645 und 1675 wurde die Unterdrückung durch die Spanier immer deutlicher, insbesondere durften die Acoma ihre traditionelle Religion nicht mehr praktizieren, von der sie sich trotz der Konversion zum Christentum nicht losgesagt hatten. Als die Pueblo-Völker 1680 gegen die Spanier revoltierten, nahmen auch die Acoma am Aufstand teil. Sie verbrannten alle christlichen Symbole; „ihr“ franziskanischer Priester Lucas Maldonado konnte vermutlich noch rechtzeitig fliehen. Wegen ihrer geografischen Abgelegenheit spielte der Acoma-Pueblo beim Aufstand keine sehr bedeutende Rolle. Die Acoma verhielten sich den Spaniern gegenüber auch noch feindlich, als 1695 einige Pueblo-Gruppen vor allem der Keres den Aufstand beendeten. Sie verbündeten sich mit den Hopi, Zuñi und Apachen. Während des Aufstands zogen viele Flüchtlinge der befreundeten Stämme ins Acoma-Pueblo. 1681 versuchten die Spanier New Mexico zurückzuerobern; sie scheiterten.
Am 15. August 1696 griffen die Spanier unter Diego de Vargas den Acoma-Pueblo an. Sie nahmen fünf Gefangene, darunter ein Häuptling. Doch gelang es ihnen nicht, den Pueblo zu erobern. Vargas ließ die Gefangenen erschießen, zerstörte die Felder der Acoma und zog wieder ab.
Gemäß mündlichen Überlieferungen verließen die im Pueblo angesiedelten Flüchtlinge anderer Pueblos zwischen 1697 und 1699 das Acoma-Pueblo und siedelten an einem nahegelegenen See. Die Siedlung wurde bekannt als Laguna. Etwa zur selben Zeit nahmen die Acoma einige ihrer saisonalen Lager wieder in Betrieb.
Am 6. Juli 1699 griff Vargas Nachfolger Pedro Rodriguez Cubero den Acoma-Pueblo an. Die Acoma ergaben sich, nachdem sie wussten, dass all ihre Verbündeten ebenfalls kapituliert hatten. Anschließend wurde die Mission wieder errichtet. Die Acoma schworen der spanischen Krone Treue; diese Entscheidung erlaubte es ihnen, in der Folge wieder Felder anzulegen und ihre Schafherden wieder aufzubauen.

### 18. – 20. Jahrhundert

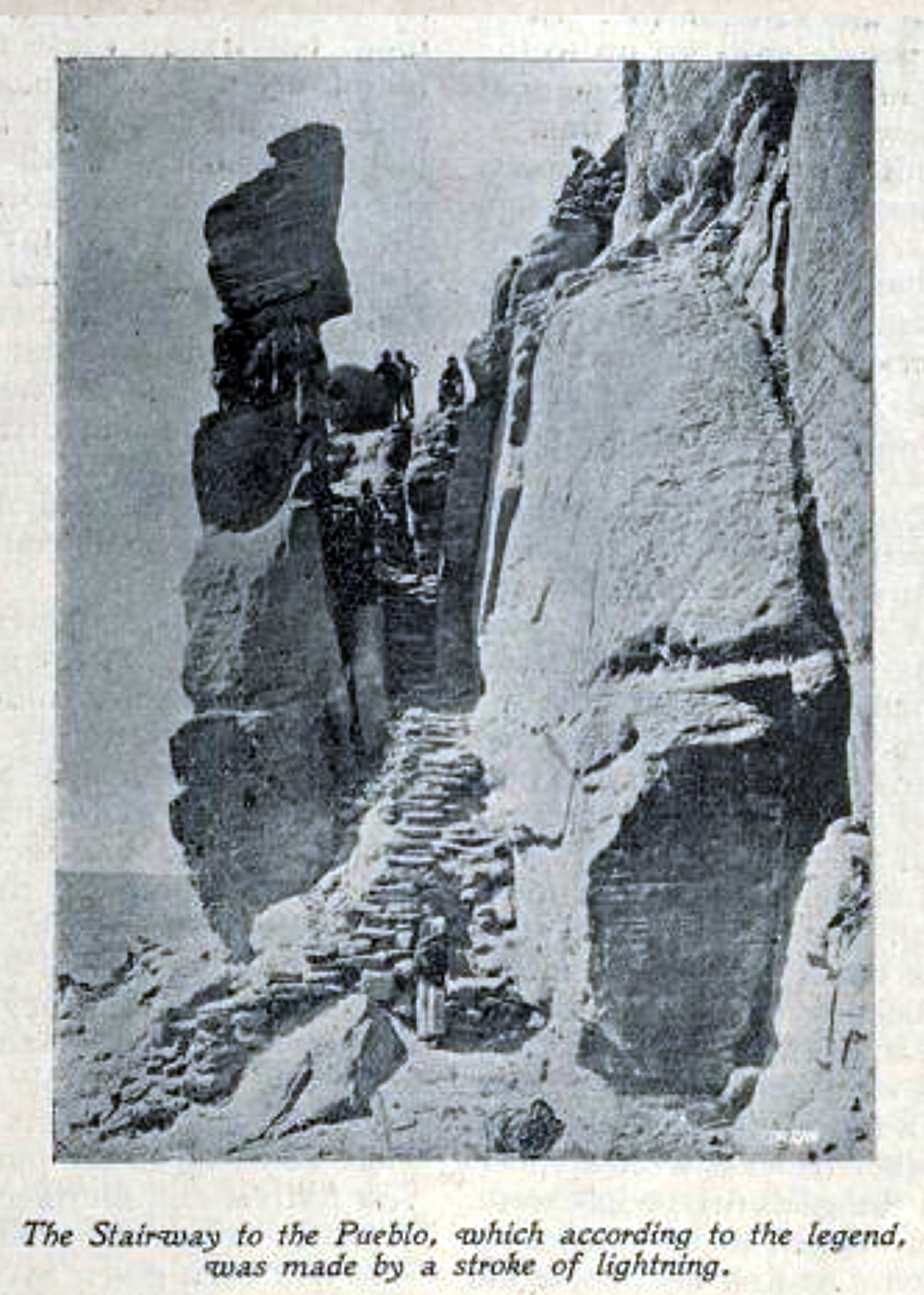
Treppenaufgang zum Acoma Pueblo, ca. 1899

Im 18. Jahrhundert lebten die Acoma in Frieden mit den Spaniern, abgesehen von vereinzelten Vorfällen. Die Missionare sahen ein, dass sie die Kivas und damit auch die traditionellen Zeremonien nicht aus dem Pueblo verdrängen konnten. Im Gegensatz zu ihren Vorgängern versuchten sie nicht, dies mit Gewalt durchzusetzen. Die Spanier und die Pueblo-Völker wurden vermehrt durch Überfälle der Nomadenstämme, hauptsächlich Comanche, Diné und Apache, bedroht und verbündeten sich gegen diese gemeinsamen Feinde.
Die Acoma genossen fortan eine ruhige Zeit, Ackerbau und Handel erlebten eine neue Blüte. Jagdgesellschaften der Acoma stießen weit in den Norden vor und kamen mit Bisonfellen zurück, die sie nach Mexiko verkauften. Zu Spannungen kam es 1750, als die Spanier versuchten, Diné in der Nähe der Acoma anzusiedeln. Der Siedlungsplan wurde bald verworfen; die Acoma waren nicht nur dagegen, weil sie den Diné feindlich gesinnt waren, sondern auch, weil die Ressourcen zu knapp waren.
1780–1781 wurden die Acoma durch eine Pocken-Epidemie von rund 1.500 Menschen auf etwa 530 reduziert. Bis 1795 hatte sich ihre Zahl wieder auf 900 erholt.
Zu Beginn des 19. Jahrhunderts verbesserte sich der Status der Pueblo-Indianer aufgrund von mexikanischen Verwaltungsreformen. 1846 kam es zum Krieg zwischen Mexiko und den benachbarten USA. Mit dem Friedensvertrag von 1848 übernahmen die USA die Macht in New Mexico. Die Amerikaner wurden von den Acoma mehrheitlich freundlich empfangen, da sie die Vertreibung der spanischen Verwaltung begrüßten.
Am 6. Juli 1857 legte die US-Regierung die Grenze der Territorien der Acoma und der Laguna fest. Dabei richtete sie sich nach den Vorgaben von 1848. Mexikanische Spekulanten und amerikanische Farmer versuchten häufig, den Acoma ihr fruchtbares Land zu nehmen. Gelegentlich wurden sie dabei von amerikanischen Bundesgerichten unterstützt, weil das Gesetz zum Schutz der Indigenen 1834 erlassen wurde, als Acoma noch nicht der amerikanischen Gesetzgebung unterstand. Erst 1913 erhielten die Acoma dieselben Rechte wie die übrigen US-amerikanischen indigenen Völker. Die Amerikaner fühlten sich von den Acoma nicht bedroht und gewährten ihnen ihre traditionelle Lebensweise. Dieser Umstand und die Tatsache, dass das Acoma-Pueblo sehr abgeschieden lag, trugen dazu bei, dass sich die traditionelle Lebensart nur sehr langsam änderte.
Amerikanische Militär-Statistiken nennen für 1870 eine Bevölkerungszahl von 435 Acoma, die in 124 Familien lebten. Sie besaßen 58 Pferde, 860 Rinder, 92 Ochsen, 1600 Schafe, 503 Ziegen, 82 Schweine, 68 Esel und 10 Maultiere.
Um 1879 wurden die Eisenbahngleise der Atchison, Topeka and Santa Fe Railway durch das Gebiet der Acoma verlegt. Die Verkehrsanbindung brachte Neusiedler, die sich auf Dauer im Gebiet von Acoma niederließen. Erst jetzt begann das Leben der Acoma, sich rascher zu ändern. Zahlreiche Acoma verließen den schwer zugänglichen Pueblo und siedelten sich entlang der Bahnlinie an. Von dort konnten sie ihre Felder und Viehweiden besser bewirtschaften und die Absatzmärkte für ihre Produkte besser erreichen.

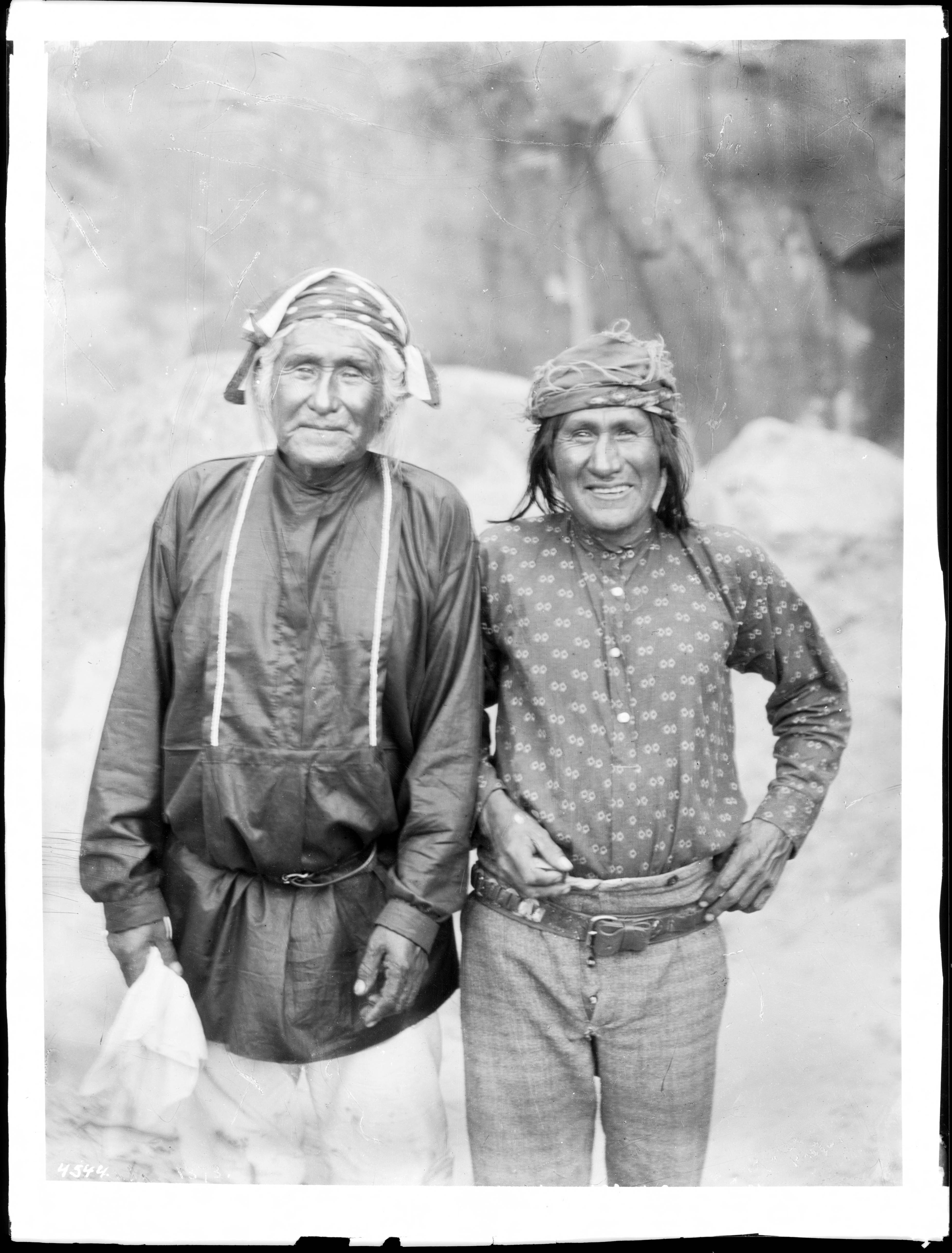
Gouverneur Eusebius und Sheriff Louis vom Acoma Pueblo, 1886

1885 verfügten die Acoma über 400 Pferde, 500 Esel, 550 Rinder, 25 Schweine, 9.500 Schafe und 250 Hühner.
1890 grassierte erneut eine Pocken- und Diphtherie-Epidemie bei den Pueblos in New Mexico und ließ die Bevölkerungszahl der Acoma von 582 auf 504 sinken.
1897 berichtete die „Indianeragentur“, dass im Acoma-Pueblo zwar 55 Kinder lebten, dass jedoch keine Schule existierte. 1917 gab es 150 Kinder im Schulalter, von denen aber nur 19 die Schule in Acomita besuchten. Die Acoma übernahmen nur sehr langsam die euroamerikanische Lebensweise.
Im 19. und 20. Jahrhundert wurden die Acoma immer wieder in Landstreitigkeiten verwickelt. Infolge des General Allotment Act sollte 1922 ihr kollektives Reservatsland parzelliert und unter den einzelnen Acoma aufgeteilt werden, soweit dies nicht bereits geschehen war. Die Landgröße pro Kopf der Bevölkerung war genau so berechnet worden, dass Land übrig blieb, das an weiße Farmer verkauft werden konnte. Die Acoma setzten sich gegen das neue Gesetz zur Wehr, konnten aber nicht verhindern, dass es am 23. März 1928 vollzogen wurde. Noch im gleichen Jahr legte der Gouverneur von Acoma fest, dass weiße Besucher von nun an auf der Acoma-Mesa eine Eintrittsgebühr zu entrichten hätten. Die Bevölkerung im Pueblo nahm wieder zu; 1946 lebten etwa 1.000 Menschen dort.
Nach dem Indian Reorganization Act von 1934 kehrten die Acoma zu ihrem traditionellen Regierungssystem zurück, das in keiner schriftlichen Form festgelegt war. Diese Regierungsform bestand mit einigen Einschränkungen auch noch 1978.
Trotz zusätzlicher Erwerbstätigkeiten wie der Töpferei und der Herstellung von Silberschmuck, Trommeln und Lederarbeiten kam jeder Acoma Ende der 1960er Jahre auf ein durchschnittliches Jahreseinkommen von nur 500 US-Dollar.
Ab den 1980er Jahren entwickelte sich der Tourismus zum Hauptwirtschaftsfaktor. Wegen der steigenden Bedeutung des Tourismus öffneten sich die Acoma vermehrt der Kultur der Weißen. So begannen sie, ihre Kinder zweisprachig in Englisch und Keresan zu unterrichten. 1982 erschien das erste Wörterbuch Englisch-Keresan. Mittlerweile besitzen die Acoma in Acomita ein Spielkasino. 1989 nahmen die Acoma über eine Million US-Dollar ein. Mit den Erlösen kaufen sie Land zurück.
Die meisten Acoma wohnen heute im Tal, in Aznac, McCarty oder Acomita. Nur noch sehr wenige Acoma leben im Pueblo, doch viele kehren bei Feierlichkeiten wie Hochzeiten, Begräbnissen oder traditionellen Tänzen dorthin zurück. Die Arbeitslosigkeit liegt bei etwa 60 Prozent.

## Kultur

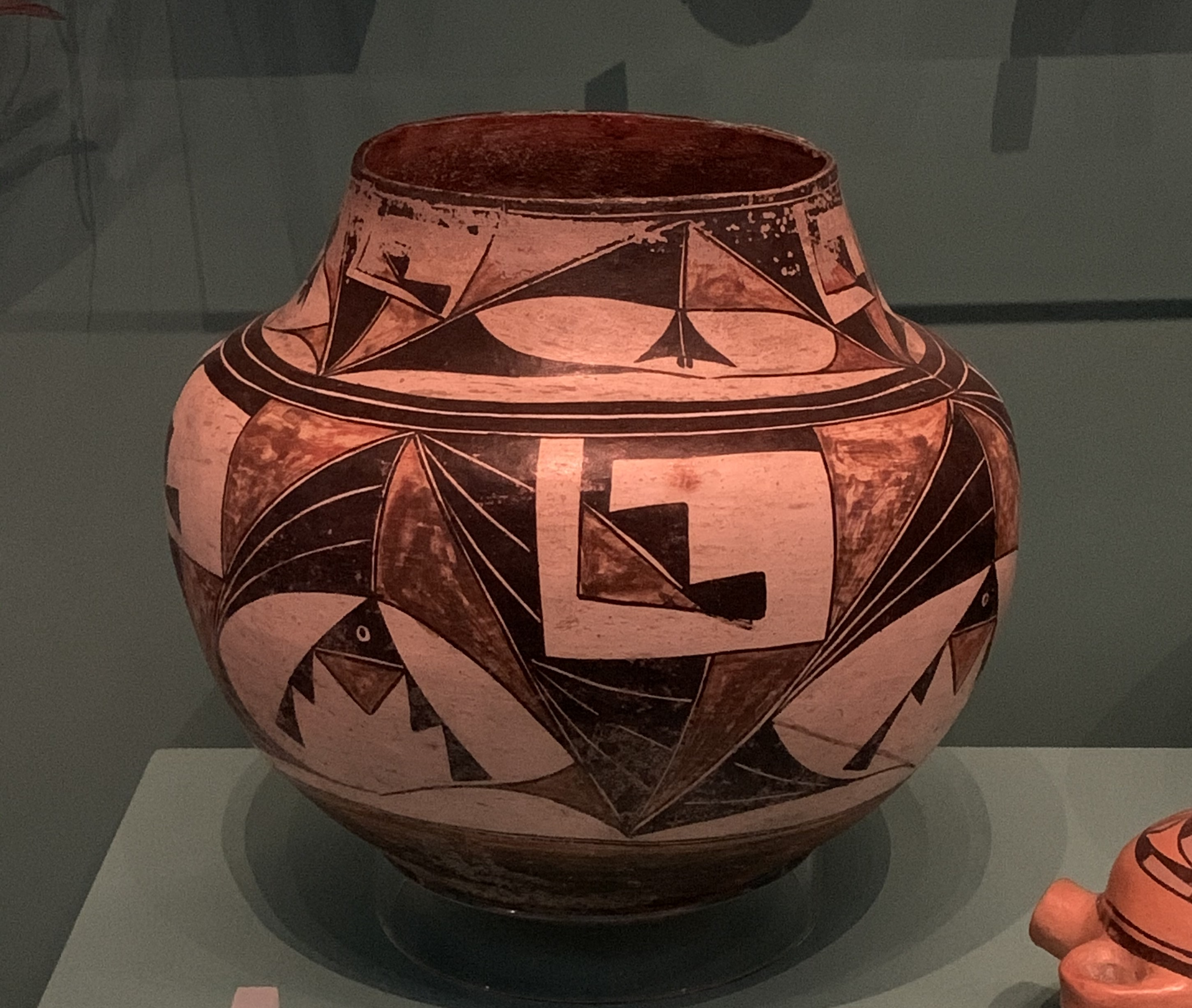
Olla der Acoma im schottischen Nationalmuseum

Die Beschreibung der Kultur der Acoma beruht hauptsächlich auf mündlichen Überlieferungen.
Obwohl sich die Acoma durchaus zur Wehr setzen konnten, galten sie als friedliches Volk, das Ackerbau betrieb. Ihre kriegerischen Erfahrungen beruhten auf ständigen Angriffen von nomadischen Völkern. Zu den Feinden zählten vor allem Stämme der Apachen.
Die traditionelle Nahrung bestand aus verschiedenen Zubereitungsarten von Blauem Mais, aus Weizenkuchen, Brot, Pfirsichen, wilden Beeren, wilden Bananen und weiteren Früchten. Neben dem Mais pflanzten die Acoma Melonen, Kürbisse, Bohnen, Chili, Zwiebeln, Rüben und Früchte wie Pfirsiche, Pflaumen, Aprikosen, Äpfel, Birnen und Kirschen an. Heute sind Eintöpfe, die mit Chili gewürzt sind, sehr beliebt. Früchte und Gemüse sind weiterhin von großer Bedeutung.

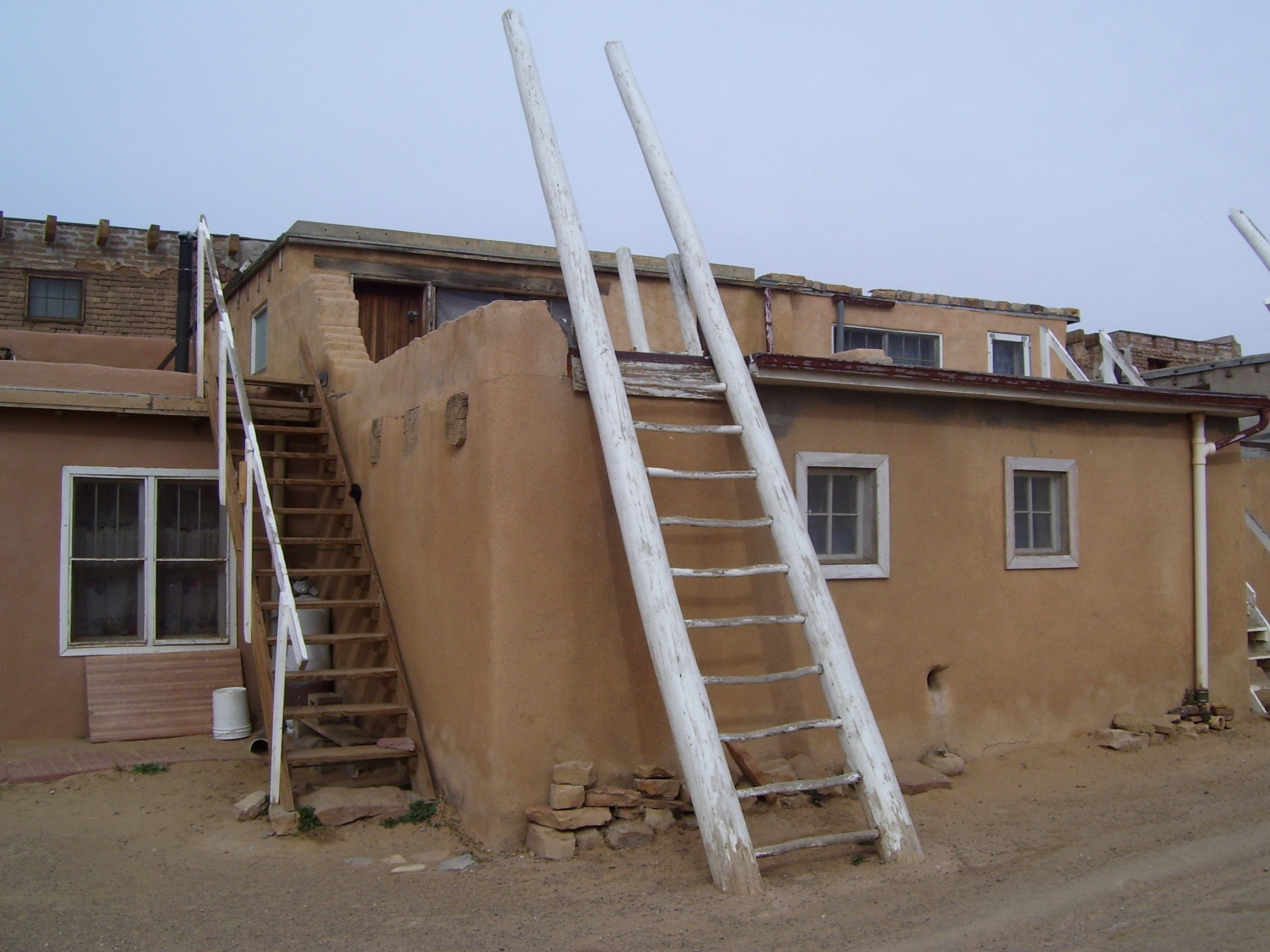
Adobe-Häuser der Acoma

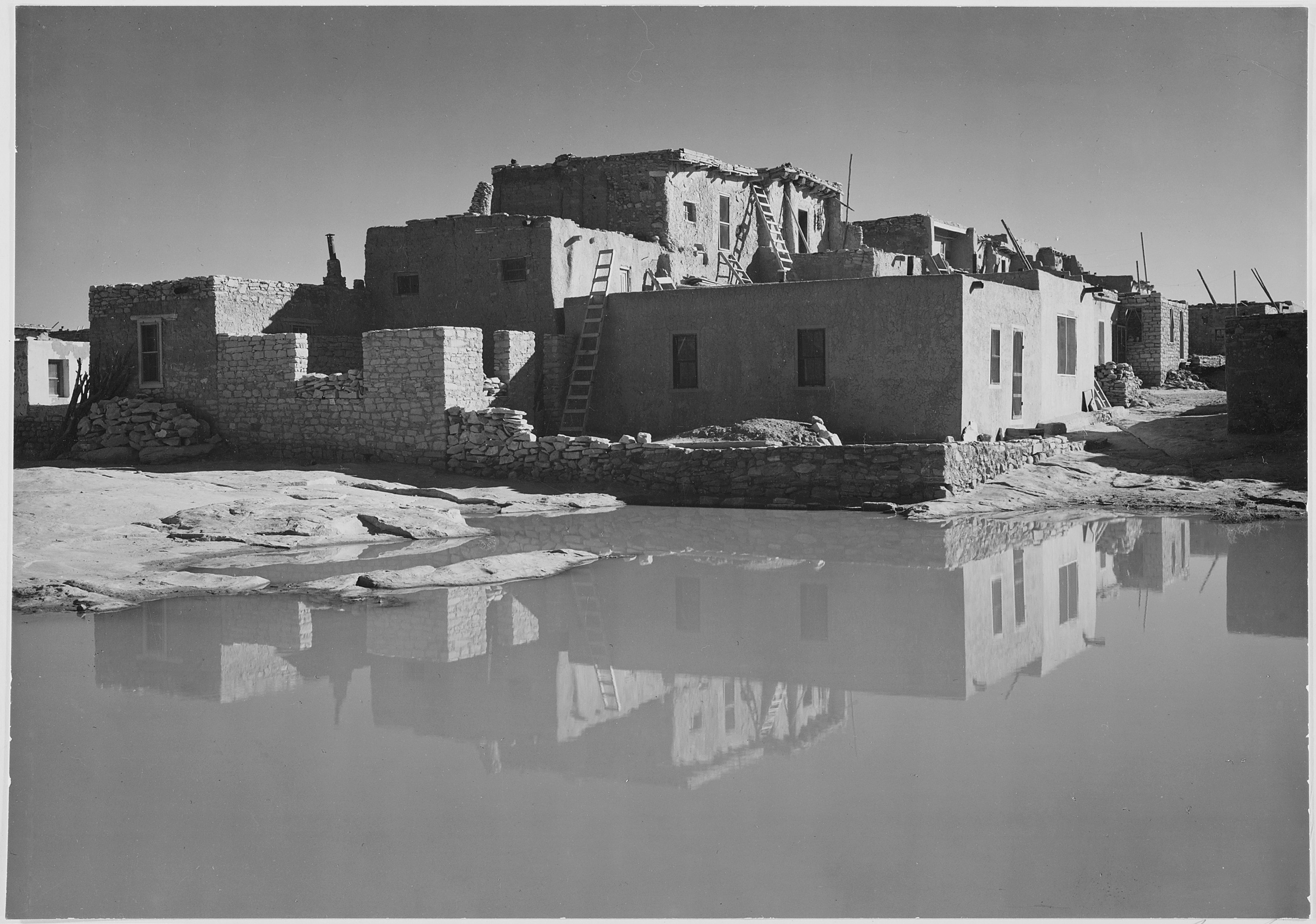
Acoma Pueblo, Foto: Ansel Adams

Die Arbeit – Mais pflanzen, ernten und mahlen, Bewässerungsgräben ausheben, jagen usw. – wurde gemeinsam verrichtet; der Häuptling war für eine ausgeglichene Verteilung zuständig.
Für die meisten Acoma waren Religion, Philosophie und Ästhetik von großer Bedeutung. Sie kannten viele Gebete, Lieder und Tänze. Sie führten auch gerne Theater auf, sowohl Dramen als auch Komödien. Daneben schufen sie gerne Kunsthandwerk und Alltagsgegenstände wie Töpfereien, Decken, Gürtel, Kleider, Mokassins, Körbe und Schnitzereien.
Die indianische Medizin war bei den Acoma ein gut organisiertes System, ebenso wie die Bildung. Die Schüler wurden im Benehmen, menschlichem Geist, Körperkunde, Ethik, Astrologie, Kinderpsychologie, Geschichte, Rhetorik, Musik und Tanz unterrichtet. Theologie war eine der zentralen praktischen Übungen.
Adolph F. A. Bandelier forschte 1883–1884 bei den Acoma. Er erwähnt einen Tanz, der Chakuuya genannt wurde. Weiter sprach er von neun Klans, die heute nicht mehr existieren: Schlange, Eidechse, Shiahut, Türkisstein, Kojote, Puma, Dachs, Grille und Purpur-Mais. Weitere 14 Klans, die Bandelier erwähnte, existierten 1978 noch: Wasser, Himmel, Sonne, Truthahn, Adler, Roadrunner (Rennkuckuck), Eiche, Efeu, Rot-Mais, Gelb-Mais, Weiß-Mais, Kürbis, Bär und Antilope. Jeder Klan besaß seine eigenen Zeremonien und sein eigenes Wissen. Starben die Klans aus, verschwanden die Zeremonien mit ihnen.
Die Klans sind matrilinear. Jeder Klan hat seine Verantwortlichkeiten. So stellt zum Beispiel der Antilopen-Klan den Kaziken und ist für die Regierungsgeschäfte und die Landverteilung zuständig.
Für die Heiratszeremonien wurden die Riten der Römisch-Katholischen Kirche übernommen; nur wenige heiraten gemäß den traditionellen Riten. Nur exogame Heiraten sind erlaubt.
Noch immer wohnen viele Acoma in Adobe-Häusern. Außerdem wurden durch Regierungsprogramme Häuser aus Beton errichtet.